# Mandenovia komarovii
Mandenovia komarovii là một loài thực vật có hoa trong họ Hoa tán. Loài này được Alava mô tả khoa học đầu tiên.